# Лихтенау (Баден)
Лихтенау (њем. Lichtenau) град је у њемачкој савезној држави Баден-Виртемберг. Једно је од 23 општинска средишта округа Раштат. Према процјени из 2010. у граду је живјело 4.990 становника. Посједује регионалну шифру (AGS) 8216028.

## Географски и демографски подаци
Лихтенау се налази у савезној држави Баден-Виртемберг у округу Раштат. Град се налази на надморској висини од 127 метара. Површина општине износи 27,6 km². У самом граду је, према процјени из 2010. године, живјело 4.990 становника. Просјечна густина становништва износи 181 становника/km².

## Међународна сарадња
| Мјесто      | Држава    | Врста сарадње | Од    |
| ----------- | --------- | ------------- | ----- |
| Серунгарина | Италија   | контакт       | 2000. |
| Лихтенберг  | Француска | контакт       | 2000. |
| Извор       |           |               |       |